# 沢村光彦
沢村 光彦（さわむら みつひこ）は日本の脚本家、小説家。長崎県出身。

## 来歴・人物
早稲田大学法学部卒業後、会社員生活を経て、PlayStation用ゲーム作品『金田一少年の事件簿』の脚本執筆をきっかけに、シナリオライターとしての活動を開始。以降、ゲーム、アニメ、映画のシナリオを中心に執筆を続けながら現在に至る。
2007年に角川書店より水木しげる原作の映画『ゲゲゲの鬼太郎 (実写映画)』のノベライズで小説家としてもデビュー。
『ゲゲゲの鬼太郎 千年呪い歌』では、脚本のほかに自らノベライズも執筆している。
日本シナリオ作家協会会員。

## 主な作品

### 映画
- 『ゲゲゲの鬼太郎 千年呪い歌』2008年7月12日公開　（配給松竹）
DVD：2009年1月9日発売（ポニーキャニオン）
脚本担当
- 『妖怪大戦争』2005年　（配給松竹制作角川映画、日本映画ファンド、日本テレビ）
DVD：2006年2月3日発売（角川エンタテインメント）
脚本担当

### 小説
- 『ゲゲゲの鬼太郎 千年呪い歌』/扶桑社刊（ISBN 4-59-405690-3 ）
- 『ゲゲゲの鬼太郎』/角川書店刊（ISBN 4-04-192923-7）
- 『コード・ブルー -ドクターヘリ緊急救命-』/扶桑社刊（ISBN 978-4-594-05754-1 ）
- 『コード・ブルー -ドクターヘリ緊急救命-2nd season』/扶桑社刊（ISBN 4-594-06175-3 ）
- 『残念な夫』/扶桑社刊
- 『仮面と生きた男』/扶桑社刊
- 『ラディアン ～見習い魔法使い・セトの冒険～』/集英社刊

### アニメーション
- 『.hack//』シリーズ（脚本担当）
  - 『.hack//SIGN』2002年4月3日～9月25日テレビ東京系列
18話「Declaration」（02.07.31）21話「Despair」（02.08.21）22話「Phantom」（02.08.28）
  - 『.hack//Integration』DVD-BOX（2003年10月24日発売）（バンダイビジュアル）
『.hack//SIGN』28話「Unison」
- 『AVENGER』（世界観設定、脚本担当）2003年10月1日～12月24日テレビ東京系列

3話「CHILD」8話「PILGRIM」

### ゲーム
- 金田一少年の事件簿 悲報島 新たなる惨劇（1996年11月29日発売）　PlayStation（脚本担当）
- 金田一少年の事件簿2 地獄遊園殺人事件（1998年4月26日発売）　PlayStation（脚本担当）
- 『.hack (ゲーム)』シリーズ　バンダイ（世界観設定担当）
  - .hack//感染拡大 Vol.1 （2002年6月20日発売）PlayStation 2
  - .hack//悪性変異 Vol.2 （2002年9月19日発売）PlayStation 2
  - .hack//侵食汚染 Vol.3 （2002年12月12日発売）PlayStation 2
  - .hack//絶対包囲 Vol.4 （2003年4月10日発売）PlayStation 2
- 『-どこでもいっしょ- 私なえほん』（2003年4月24日発売）　ソニー・コンピュータエンタテインメント PlayStation 2（脚本参加）
- 『ファイヤープロレスリングZ』（2003年6月5日発売）　スパイク (ゲーム会社)　PlayStation 2（脚本参加）
- 『Over G』（2006年3月30日発売）　タイトー　Xbox 360（ 世界観・キャラクター設定担当）
- 『銀魂 銀時vs土方!? かぶき町銀玉大争奪戦!!』（2006年12月14日発売）　バンプレスト　ニンテンドーDS　（脚本担当）
- 『銀魂 銀玉くえすと 銀さんが転職したり世界を救ったり』（2007年12月6日発売）　バンプレスト　ニンテンドーDS　（脚本担当）